# Mégacorporation
 (novembre 2019).
Si vous disposez d'ouvrages ou d'articles de référence ou si vous connaissez des sites web de qualité traitant du thème abordé ici, merci de compléter l'article en donnant les références utiles à sa vérifiabilité et en les liant à la section « Notes et références ».
Dans la littérature cyberpunk, une mégacorporation (parfois abrégé en « megacorp » en anglais et « mégacorpo » en français) est un vaste conglomérat fictionnel ayant le monopole, ou le quasi-monopole sur de multiples marchés (matières premières, techniques de pointe, services, etc.).
Les mégacorporations sont si puissantes qu'elles peuvent ignorer la loi, posséder leur propre armée, contrôler politiquement des territoires et parfois agir de la même manière qu'un gouvernement légal.

## Inspiration
Le terme « mégacorporation » a été popularisé par l'écrivain William Gibson. Ce terme est dérivé de la combinaison du préfixe méga- et du mot corporation. Cette expression est devenue couramment utilisée dans la littérature cyberpunk, et est souvent abrégée « mégacorp », ou « mégacorpo ».

## Fonctionnement
Dans les œuvres de fiction, les mégacorporations exercent souvent un large degré de contrôle sur leurs employés, poussant à l'extrême l'idée de « culture d'entreprise ». De telles organisations sont un élément de base de la science-fiction cyberpunk, apparaissant dans les travaux d'écrivains comme Robert A. Heinlein (Citoyen de la galaxie), Robert Asprin (The Cold Cash War) et Andre Norton (série Solar Queen).

## Dans le monde réel

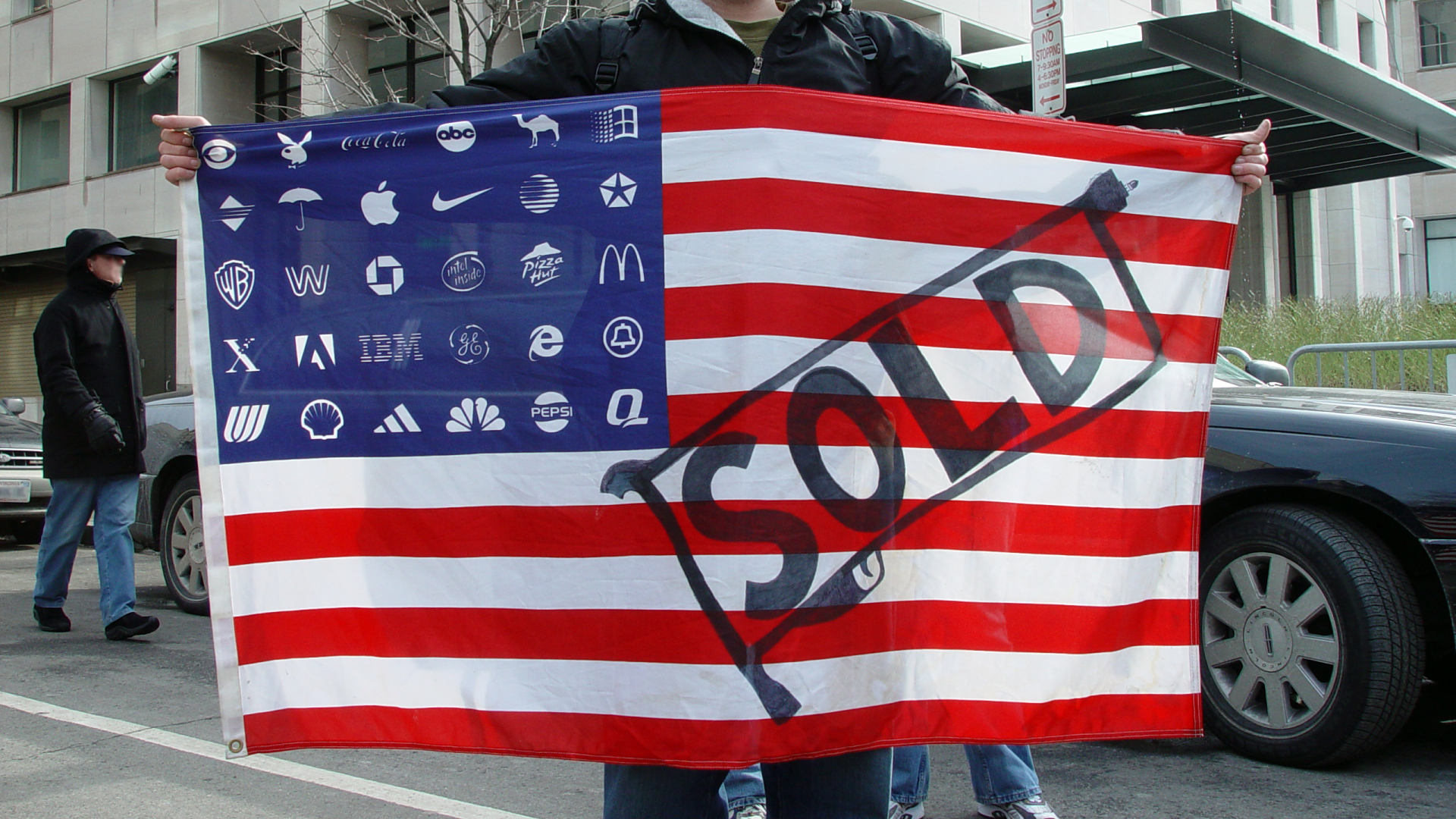
Un militant brandissant le Corporate flag lors d'une manifestation à Washington le jour de la deuxième inauguration de George W. Bush comme président des États-Unis, le 20 janvier 2005.
Le Corporate flag est considéré comme un signe d'un État, régi par des personnes privées, des institutions et surtout des entreprises, qui s'enrichissent aux dépens des gouvernés.

A priori, aucune mégacorporation n'existe pour le moment dans le monde réel. Même les plus grandes multinationales ne possèdent pas de près ou de loin le même pouvoir qu'on peut le voir dans les mégacorporations de la littérature cyberpunk.
Les chaebol sud-coréennes et les zaibatsu japonaises se rapprochent le plus du rôle des mégacorporations, au moins au niveau national. Au Niger, les multinationales pétrolières sont fortement mêlées à la police locale, qui agit comme leur force de sécurité. Il existe des similitudes entre les mégacorporations de la fiction et la Compagnie néerlandaise des Indes orientales, une grande compagnie de commerce.

## Dans la fiction

### Littérature
- Les androïdes rêvent-ils de moutons électriques ? (1968) de Philip K. Dick.
- Neuromancien (1984) de William Gibson.
- La Trilogie de Mars (1992) de Kim Stanley Robinson met en scène l'évolution de compagnies "transnationales" en "méta-nationales".

### Cinéma
- Soleil vert (1973) de Richard Fleischer.
- Rollerball (1975), mettant en scène une corporation de l'énergie ayant institué un sport violent (le rollerball) en vue de capter l'attention des masses pour maintenir leur emprise sur la population.
- Alien (film) (1979) et ses suites, avec la Weyland-Yutani Corp.
- Blade Runner (1982) de Ridley Scott, avec la Tyrell Corporation.
- RoboCop (1987) de Paul Verhoeven et ses suites, avec l'OCP (Omni Consumer Products, « Omni Cartel des Produits » en VF).
- Wall-e (2008) de Andrew Stanton dans lequel l'intégralité des ressources et produits terrestres sont gérées et produits par la mégacorporation BnL Corp. (Buy n Large Corporation).
- Avatar (2009) de James Cameron, où la mégacorporation RDA (« la Compagnie » dans le film) a colonisé la planète Pandora.
- Cloud Atlas (2012) de Lana et Andy Wachowski : la « Corpocratie »

### Jeux de rôle
- Cyberpunk 2020 (1988)
- Shadowrun (1989)
- NanoChrome (2014)[2]

### Jeux vidéo
- RoboCop (1988) et ses suites
- The Outer Worlds (2019)
- Cyberpunk 2077 (2020)
- Stellaris: Megacorp (2018)